# Kevin Lafrance
Kevin Pierre Lafrance (* 13. ledna 1990 v Bondy) je francouzský fotbalový obránce haitského původu, momentálně působící v klubu AEK Larnaca.

## Fotbalová kariéra
Narodil se v Bondy a po několika působeních v mládežnických francouzských celcích se objevil v české akademii Josefa Masopusta a od roku 2007 působil v týmu FK Baník Most. I po sestupu svého týmu do druhé nejvyšší soutěže pokračoval v zajímavých výkonech a v zimě 2010 si jej vyhlédla pražská Slavia. V ní působil půl roku na hostování, týmu však sezona nevyšla a v létě se urostlý obránce vrátil zpět do Mostu. Ještě to léto si ho na testy do svého týmu pozvala prvoligová FC Viktoria Plzeň. Díky svému původu se dostal do reprezentace karibského státu Haiti a z Mostu odešel do Viktorie Žižkov. Před sezonou 2013/14 přestoupil do polského klubu Widzew Łódź.